# Horst Kümpel
Horst Kümpel (o Kuempel) ( 1935 – 1998 ) fue un naturalista alemán, experto en orquídeas.

## Algunas publicaciones
- 1998 . Orchideen im Landkreis Schmalkalden-Meiningen. Ed. Arbeitskreis Heimische Orchideen. 64 pp.

- 1996 . Die wildwachsenden Orchideen der Rhön: Lebensweise, Verbreitung, Gefährdung, Schutz. Ed. G. Fischer. 141 pp. ISBN 3334611426

- wolfgang Eccarius, horst Kümpel. 1989. Die vom Aussterben bedrohten Orchideenarten Thüringens. 16 pp.

- 1978. Orchideen der thüringischen Rhön. Ed. Kulturbund der DDR. 32 pp.

- La abreviatura «Kümpel o Kuempel» se emplea para indicar a Horst Kümpel como autoridad en la descripción y clasificación científica de los vegetales.[1]